# ブレイド駅
ブレイド駅（英: Braid Station）は、カナダ・ブリティッシュコロンビア州・ニューウエストミンスターにある、スカイトレイン エキスポ・ライン の駅である。

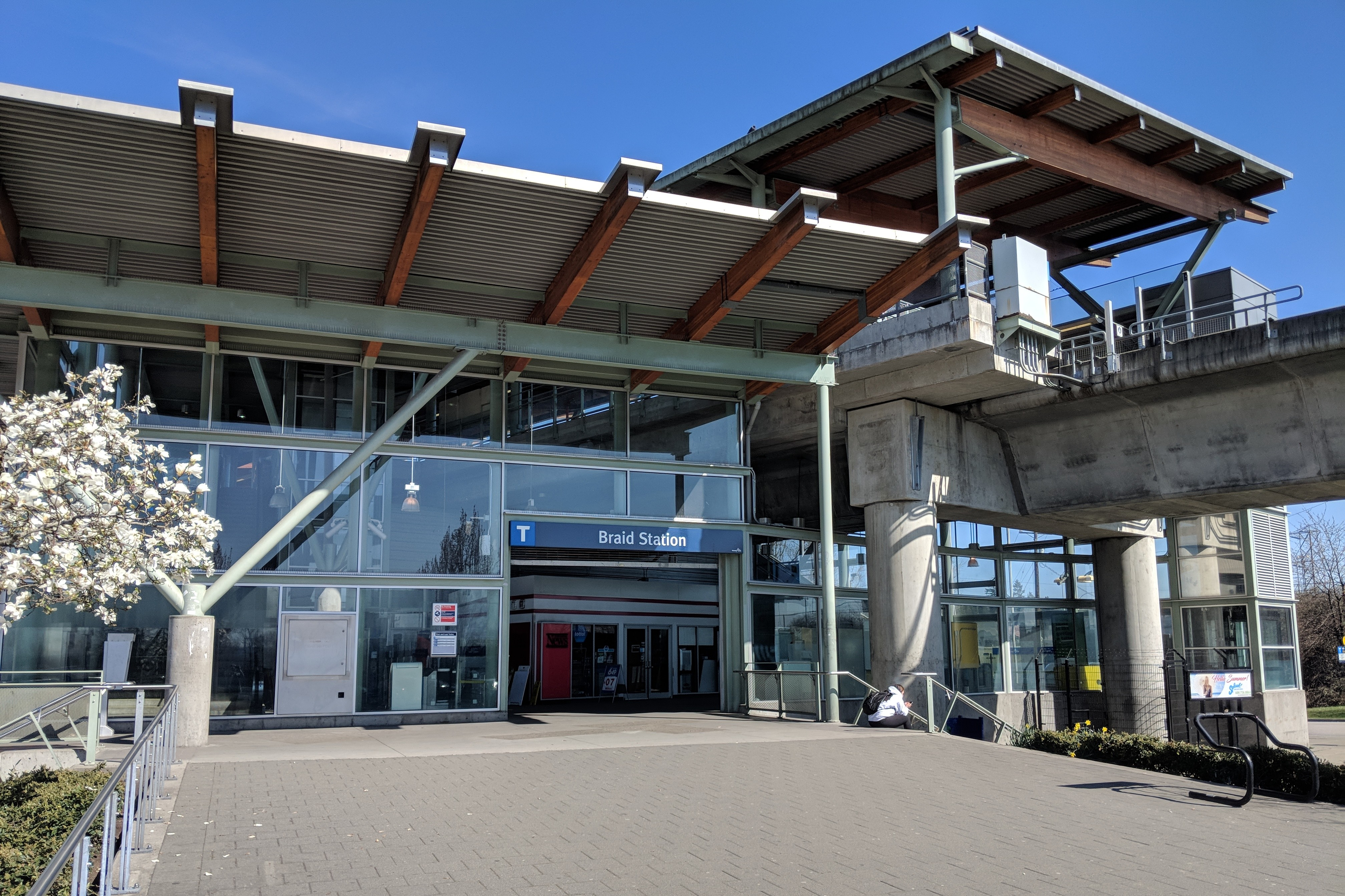
ブレイド駅

2002年01月02日に開業した。

## 駅構造
相対式ホーム2面2線を有する高架駅である。
| ホーム | 路線            | 行先                                        |
| ------ | --------------- | ------------------------------------------- |
| 1      | ■エキスポライン | ウォーターフロント駅方面                    |
| 2      | ■エキスポライン | プロダクション・ウェイ-ユニバーシティ駅方面 |

## 駅周辺
バス路線
またバス路線の発着所としての機能がく、ポートコキットラム・コキットラム・メイプルリッジ・ニューウエストミンスター方面のバスの多くはここを始点としている。
| ホーム | 路線                                    |
| ------ | --------------------------------------- |
| 1      | 169 系統 - コキットラム・セントラル駅   |
| 2      | 159 系統 - コキットラム・セントラル駅   |
| 3      | 791 系統 - ハニー・プレイス             |
| 4      | 153 系統 - コキットラム・セントラル駅   |
| 5      | 156 系統 - サッパートン駅               |
| 6      | 128 系統 - 22丁目駅 155 系統 - 22丁目駅 |

## 隣の駅
■ エキスポ・ライン - プロダクション・ウェイ-ユニバーシティ支線
ザッパートン駅 - ブレイド駅 - ローヒード・タウンセンター駅